# Емманюель Кунде
Емманюель Кунде (фр. Emmanuel Kundé; 15 липня 1956, Яунде — 15 травня 2025) — камерунський футболіст, що грав на позиції захисника, та тренер.
Виступав, зокрема, за клуби «Канон Яунде» та «Лаваль», а також національну збірну Камеруну.

## Клубна кар'єра
У дорослому футболі дебютував виступами за команду «Канон Яунде», з якою тричі став чемпіоном Камеруну і один раз виграв Кубок Камеруну. Він також вийшов у фінал Кубка володарів кубків КАФ в 1984 році, зазнавши поразки по пенальті від єгипетського клубу «Аль-Аглі».
У 1987 році Емманюель Кунде вирушив до Європи, перейшовши до французького клубу «Лаваль». За нову команду він зіграв 14 матчів в чемпіонаті Франції. У наступному сезоні він приєднався до «Реймс», команді, що грав у Дивізіоні 2. За клуб він зіграв 32 матчі в лізі, забивши 3 голи.
Потім Емманюель Кюнде повернувся в рідну країну і виступав за «Превоянс Яунде». 1991 року перейшов до клубу «Олімпік Мволе», де і завершив ігрову кар'єру наступного року. З обома цими клубами Кунде вигравав кубок Камеруну.

## Виступи за збірну
Емманюель Кунде брав участь у численних міжнародних турнірах у складі національної збірної Камеруну, першим з яких став Кубок африканських націй 1982 року в Лівії, де камерунці не вийшли з групи. Того ж року Емманюель вперше зіграв і на чемпіонаті світу 1982 року, який проходив в Іспанії. Там Камерун не пройшов перший раунд, а Кунде зіграв у всіх 3 іграх на цьому чемпіонаті: у матчах проти Перу, Польщі і Італії.
Потім він взяв участь у Кубку африканських націй 1984 року, який пройшов у Кот-д'Івуарі. Камерун виграв турнір, перемігши Нігерію з рахунком 3:1 у фіналі. У фіналі Емманюель Кунде вийшов у вирішальному матчі на поле на 84-й хвилині гри, замінивши Бонавентура Джонкепа. Також того року футболіст взяв участь в Олімпійських іграх 1984 року, проведених в Лос-Анджелесі. Під час цього турніру він зіграв у матчах проти збірних Іраку і Канади, а Камерун покинув турнір на груповому етапі.
Надалі Емманюель Кунде брав участь у Кубку африканських націй 1986 року, який відбувся в Єгипті. Камерун став фіналістом, але поступився господарям по пенальті у фінальному матчі. Сам Кунде реалізував свій удар у післяматчевій серії пенальті.
Збірна Камеруну несподівано не потрапила на чемпіонат світу 1986 року, тим не менш у команди продовжилось на домінування на континенті і Кунде з командою на Кубку африканських націй 1988 року в Марокко знову вийшов у фінал турніру. Емманюель у фіналі на 55-й хвилині реалізував призначений у ворота збірної Нігерії пенальті, принісши команді другу в історії перемогу на турнірі з рахунком 1:0.
Кунде знову поїхав на Кубок африканських націй, що відбувся в Алжирі в 1990 році. Цього разу це був справжній провал: Камерун навіть не пройшов груповий етап. Вже через кілька місяців Емманюель вирушив з командою на чемпіонат світу 1990 року, що пройшов в Італії. Камерун досяг стадії чвертьфіналу, встановивши новий рекорд Африки. На шляху до цього Камерун посів перше місце в групі B, здолавши збірні Аргентини і Румунії, переміг збірну Колумбії в 1/8 фіналу, але поступився в додатковий час збірної Англії з рахунком 2:3. У цій зустрічі Емманюель Кюнде реалізував призначений у ворота англійців пенальті, зрівнявши рахунок у матчі. на самому турнірі він зіграв у чотирьох матчах з п'яти.
Останнім міжнародним турніром, в якому зіграв Кунде, став Кубок африканських націй 1992 року, що відбувся в Сенегалі. Це був вже шостий Кубок африканських націй, в якому Емманюель взяв участь. Вперше в турнірі стало брати участь 12 команд, замість колишніх 8. Камерун досяг стадії півфіналу, поступившись по пенальті Кот-д'Івуару, майбутньому переможцю кубка.
Загалом протягом кар'єри у національній команді, яка тривала 14 років, провів у її формі 102 матчів, забивши 17 голів.

## Тренерська кар'єра
Після завершення ігрової кар'єри Емманюель Кунде приступив до тренерської діяльності. Він провів дебютні два сезони у своєму першому клубі, «Канон Яунде». Йому вдалося врятувати клуб від вильоту і навіть вивести його на міжнародні змагання.
Потім він став тренером габонського клубу «Бітам» в 1999 році. Він виграв перший для своєї команди Кубок Габону. У 2000 році його контракт не був продовжений. Потім він повернувся в Камерун і став тренувати «ПВД Баменда», клуб з другого дивізіону Камеруну. Під його керівництвом команда вийшла в вищий дивізіон.
2001 року Емманюель Кунде повернувся в «Бітам». Клуб перебував у кризі, змінивши трьох тренерів за рік. З «Бітамом» Емманюель виграв золотий дубль: Кубок і чемпіонат Габону в 2003 році, вперше в історії клубу. Він брав участь у кваліфікації Ліги чемпіонів КАФ, що також сталося вперше. 2005 року «Бітам» став віце-чемпіоном Габону і наступного року брав участь у Кубку УНІФФАК.
У 2006 році Кунде став технічним директором габонського клубу. За цей час команда з Габону здобула новий «золотий дубль» в 2010 році, а також дійшла до раунду плей-оф в Лізі чемпіонів КАФ 2011 року.

## Досягнення

### Як гравця
- Чемпіон Камеруну: 1982, 1985, 1986
- Володар Кубка Камеруну: 1983, 1990, 1992
- Переможець Кубка африканських націй: 1984, 1988
- Срібний призер Кубка африканських націй: 1986

### Як тренера
- Чемпіон Габону: 2003
- Володар Кубка Габону: 1999, 2003